# Dryptodon contortus
Dryptodon contortus là một loài Rêu trong họ Grimmiaceae. Loài này được (Wahlenb.) Brid. mô tả khoa học đầu tiên năm 1826.